# Albert Cobo
Albert Eugene Cobo (Detroit, 2 de octubre de 1893-., 12 de septiembre de 1957) fue un político estadounidense que se desempeñó como alcalde de Detroit de 1950 a 1957.

## Primeros años y vida personal
Albert Cobo nació en Detroit el 2 de octubre de 1893. Se casó con su novia de la infancia, Ethel; la pareja tuvo dos hijas, Jean y Elaine.

## Carrera temprana
Cobo abrió y dirigió dos tiendas de golosinas en Detroit, mientras asistía a la escuela nocturna para estudiar administración de empresas y contabilidad en el Detroit Business Institute. Después de completar sus estudios, vendió sus tiendas y comenzó a trabajar para Burroughs Corporation, y ascendió hasta un puesto ejecutivo. En 1933, durante la Gran Depresión, Burroughs Adding Machine Co. prestó a Cobo, un contador, a la ciudad durante seis meses para ayudarla a arreglar sus libros problemáticos. Posteriormente se postuló y fue elegido tesorero de la ciudad de Detroit en 1935.
Como tesorero, ayudó a mantener a los morosos de Detroit en sus hogares a través de un plan de pago de impuestos de siete años. La medida ayudó a ganarse el cariño de los votantes y, después de siete mandatos como tesorero, fue elegido alcalde en 1949.

## Carrera como alcalde

### Elección
Albert Cobo comenzó su carrera como alcalde de Detroit en 1949 después de derrotar al miembro del Consejo Común Liberal George Edwards. Edwards, activista de United Auto Workers (UAW), administrador de vivienda pública y defensor democrático del New Deal, representó la antítesis de Cobo. Cobo encarnó a un republicano, ejecutivo corporativo, inversionista de bienes raíces que centró firmemente su campaña en la raza y la vivienda pública.
Cobo, un conservador fiscal, tradujo su carrera anterior como ejecutivo de una empresa de servicios públicos a la política a través de una fuerte desconfianza en el gobierno, la intervención económica y una profunda confianza en el funcionamiento sin trabas de un mercado libre. Mientras que su oponente, George Edwards, apoyó abiertamente la provisión de viviendas públicas para familias en cualquier vecindario de Detroit, Cobo se opuso rotundamente a las llamadas "invasiones de negros" que se pensaba que ocurrían a través de las viviendas públicas.
Las asociaciones de mejoramiento de vecindarios blancos respaldaron fuertemente a Cobo, motivados por la amenaza de la vivienda pública. Cobo ganó las elecciones en una ciudad demócrata y dominó a los votantes sindicales. Fue elegido dos veces más, en 1951 y 1953 (la última vez por un período de cuatro años).

### Vivienda pública
La elección de Cobo facilitó el exitoso protagonismo de las asociaciones cívicas. Una vez elegido, prometió que “no será el propósito de la administración esparcir proyectos de vivienda pública por toda la ciudad, solo porque los fondos pueden llegar del Gobierno Federal. NO APROBARÉ Proyectos Federales de Vivienda en las áreas periféricas de viviendas unifamiliares”. Cobo justificó su firme oposición racionalizándola en la protección de los derechos y la consideración de las personas que se mudan e invierten en áreas unifamiliares.
Se estaban considerando doce propuestas para viviendas públicas en Detroit cuando Cobo fue elegido alcalde, y se opuso rotundamente a la construcción de todos los sitios excepto cuatro, todos en centros de ciudades con una gran población negra. Al desacelerar y detener el proceso de construcción de viviendas públicas y colocar al desarrollador de viviendas unifamiliares Harry J. Durbin a cargo de la Comisión de Vivienda de Detroit, Cobo limitó significativamente las opciones de vivienda para las familias pobres en la década de 1950 en Detroit.
En consecuencia, Cobo dijo una vez en una entrevista de radio: "La gente que paga impuestos quiere mejores servicios por su dinero", promocionando como justificación de sus acciones que los propietarios privados, y no los benefactores de viviendas públicas, eran los que pagaban principalmente los impuestos de la ciudad. La postura de Cobo sobre la vivienda pública fue aplaudida por grupos inmobiliarios, Roman Ceglowski (presidente de la Liga Cívica de Detroit) y Orville Tengalia (presidente de la Liga de Mejoras del Suroeste de Detroit). 
Solo se construyeron 8.155 unidades de vivienda pública entre 1937 y 1955. Jeffries, Brewster y Douglass Homes, complejos de alta densidad construidos en el centro de la ciudad, representaron los tres proyectos más grandes. En una clasificación de las ciudades más grandes basada en su proporción de inicios de viviendas de bajo alquiler a inicios de viviendas, Detroit ocupó el puesto 18 de 25. El desmantelamiento exitoso de los programas de vivienda pública por parte de Cobo le inculcó a Ralph Smith, presidente del Consejo de Asociaciones Cívicas de Michigan, la confianza de que los “grupos de presión de las minorías” “colapsarían”.

### Designados
Cobo nombró a funcionarios que no son de carrera con sólida experiencia empresarial en muchos puestos clave en la administración de Detroit. Las acciones de Cobo llevaron a James Inglis, quien fue jefe de la Comisión de Vivienda de Detroit bajo los alcaldes Jeffries y Van Antwerp, a renunciar. Después de esto, Cobo reestructuró la Oficina de Vivienda de Detroit para que fuera dirigida en gran medida por personas con experiencia en la industria de la construcción y bienes raíces. Cobo nombró a Harry J. Durbin, expresidente de la Asociación Nacional de Constructores de Viviendas y desarrollador exitoso, como reemplazo de Inglis junto con Walter Gessell, un gigante inmobiliario, y George Isabell, administrador de propiedades. Cobo hizo cumplir aún más los intereses de la industria privada con dos miembros de la Comisión de Vivienda, Ed Thal y Finlay C. Allan, que también son funcionarios del Consejo de Oficios de la Construcción de Detroit de la Federación Estadounidense del Trabajo.
En 1951, Cobo nombró a Alan E. MacNichol, presidente de la Asociación Cívica Federada del Noroeste de Detroit, para la Comisión del Plan de la Ciudad. Cobo continuó mejorando la influencia privada a través de un comité asesor que consultó sobre la zonificación y estaba integrado por Ross Christile de Gratiot de la Asociación de Propietarios de Propiedades de Chalmers y Alan C. Laird de la Asociación de Mejoramiento de Park Drive-Ravendale. Cobo se opuso enérgicamente a la vivienda pública porque se opuso a los subsidios para los pobres a favor de una mayor propiedad privada de la propiedad por parte de los desarrolladores.
Podría decirse que la acción más controvertida de Cobo representó el nombramiento de John Laub como jefe de la Comisión de Relaciones Comunitarias (CCR). El Consejo Común de Detroit autorizó la reestructuración del Comité Interracial del Alcalde (MIC) en el CCR. La reestructuración se produjo en respuesta a la difamación de MIC por parte de los habitantes blancos de Detroit por su defensa de los derechos civiles y la eliminación de la segregación de la vivienda pública y su oposición a los convenios restrictivos y la discriminación. Laub fue el presidente de la Federación Cívica del Noroeste pro-Cobo y entrenador y consejero de la escuela secundaria. Cobo rechazó a Beulah Whitby, por su oposición a la vivienda pública segregada, ya John Field, director de la Junta de Relaciones Humanas de Toledo.

### Renovación urbana
Un aspecto importante de la campaña de Cobo y los mandatos posteriores en el cargo implicó la renovación urbana y la reinvención de una ciudad envejecida. Cobo apoyó proyectos de renovación urbana como el Centro Cívico, el Centro Médico y proyectos de apartamentos en el centro de la ciudad predominantemente negro para familias de ingresos medios.

### Jardines escolares
La detención de plantas por parte de Cobo para la Cooperativa Schoolcraft Gardens en el extremo noroeste de Detroit representó un golpe aplastante alimentado racialmente para mejorar la igualdad en la vivienda. El proyecto representó un esfuerzo financiado con fondos privados y muy publicitado para diseñar un modelo de vivienda para "trabajadores" en espaciosas casas adosadas modernas. Esta construcción contrastaba con las torres mudas y estériles de otros proyectos de vivienda pública y fue respaldada por la UAW, que resistió la presión de los grupos comunitarios para restringir el desarrollo a los blancos. Los defensores del proyecto vieron su realización como el “campo de pruebas del acuerdo ideal para ver si los blancos y los negros podían vivir juntos sin dificultades”.
Sin embargo, los que se opusieron se resistieron verbalmente. William Louks, en nombre de la Junta de Bienes Raíces de Detroit, creía que "los defensores de Schoolcraft Gardens buscaban inyectar la estrategia desgastada por un siglo de enfrentar clase contra clase o raza contra clase o raza y promover la teoría socialista de la sociedad cooperativa". Floy McGriff inició una campaña de un año contra el proyecto en los vecindarios del noroeste a través de artículos periodísticos que promocionaban el proyecto como un desafío "socialista" a los "derechos adquiridos" de los propietarios de viviendas.
La Asociación Tel-Craft, dirigida por la Asociación de Propietarios de Viviendas del Noroeste de Detroit, envió más de 10 000 postales de protesta a los funcionarios de la ciudad, mientras que 12 ministros cristianos fundamentalistas firmaron resoluciones para condenar el proyecto. Estos actos no cayeron en saco roto ya que Cobo coincidió con la oposición y vetó la autorización del Ayuntamiento de cambios de zonificación para comenzar la construcción.

### Desarrollo de la autopista
Cobo también impulsó fuertemente la expansión del sistema de autopistas; muchos de sus patrocinadores eran habitantes adinerados de los suburbios, que querían un viaje más rápido y fácil a la ciudad.

## Vida posterior
Cobo se postuló con la candidatura republicana en 1956 para gobernador de Míchigan, pero G. Mennen Williams lo derrotó cómodamente, su primera derrota después de diez campañas exitosas en toda la ciudad. No buscó un cuarto mandato como alcalde en 1957.
Cobo se desempeñó como presidente de la Asociación Municipal Estadounidense y fideicomisario de la Conferencia de Alcaldes de los Estados Unidos.

## Legado
Cobo fue alcalde en la cúspide de la población de la ciudad de alrededor de 1,8 millones en 1950. Murió de un infarto el 12 de septiembre de 1957, pocos meses antes de que terminara su último mandato. Cobo Center (anteriormente Cobo Hall) fue construido y nombrado en su honor. Sin embargo, el 27 de agosto de 2019, la instalación pasó a llamarse Centro TCF. Cobo está enterrado en el cementerio Woodlawn de Detroit.